# Pogonieae
Die Tribus Pogonieae aus der Familie der Orchideen (Orchidaceae) enthält fünf Gattungen. Die Pflanzen sind hauptsächlich in Südamerika verbreitet, einige auch in Nordamerika und Ostasien. Ein bemerkenswertes Merkmal sind ihre hohlen Stängel; im Unterschied zur verwandten Tribus Vanilleae gibt es hier keine Kletterpflanzen und kaum mykoheterotrophen Pflanzen.

## Beschreibung
Die Tribus Pogonieae weist trotz der geringen Anzahl an enthaltenen Arten eine recht große Bandbreite an Merkmalen auf, insbesondere bei Details der Samen.
Die Wurzeln sind dünn und faserförmig oder bilden Knollen. Velamen ist entweder nicht vorhanden, nur eine Zellschicht dick oder umfasst mehrere Zellschichten. Der Spross ist meist hohl (Duckeella besitzt massive Stängel). Die Blätter stehen in einer grundständigen Rosette, oder sind zweizeilig am Stängel verteilt, bei Isotria stehen sie in einem Quirl in der Mitte des Stängels. Einige Arten besitzen keine Blätter.
Der Blütenstand ist meist endständig – seitlich bei Duckeella –, wenigblütig und unverzweigt. Die Blüten sind resupiniert und oft rosa oder weiß gefärbt, manchmal grün oder braun; gelb bei Duckeella. Zwischen Fruchtknoten und Blütenhülle gibt es ein Trenngewebe. Die Blütenblätter sind nicht miteinander verwachsen. Sepalen und seitliche Petalen ähneln einander, die Lippe ist meist mit Kielen, Anhängseln oder Haaren besetzt. Die Säule ist schlank, das Staubblatt ist um mehr als 90° gegenüber der Säulenachse herabgebogen. Der Pollen ist nicht zu Pollinien verklebt, die Pollenkörner liegen einzeln (Monaden) oder zu viert (Tetraden) vor. Die Samen besitzen nur eine Samenschale, die locker den Embryo umhüllt (wie bei den meisten Orchideen, jedoch im Gegensatz zur nächstverwandten Tribus Vanilleae). Sie sind spindelförmig bei Duckeella, Isotria und Pogonia, wobei die Samenschale bei Pogonia nur aus wenigen, extrem langgestreckten Zellen besteht. Bei Duckeella gibt es zwischen den Zellen der Samenschale Lücken. Cleistes besitzt ballonartige Samen mit vielzelliger Samenschale.
Die Chromosomenzahlen betragen 2n=18, 20 oder 24; die Chromosomen sind relativ groß.

## Verbreitung
Die Arten der Tribus Pogonieae sind hauptsächlich in Südamerika verbreitet. Dort kommt die artenreichste Gattung der Tribus, Cleistes, sowie Duckeella vor. In Nordamerika sind Isotria, Pogonia und ein oder zwei Cleistes-Arten vertreten. (Die nordamerikanischen Cleistes werden auch als eigene Gattung, Cleistesiopsis, aufgefasst). In Ostasien finden sich weitere Pogonia-Arten.

## Systematik
Die Tribus Pogonieae zählt innerhalb der Familie der Orchideen (Orchidaceae) zur Unterfamilie Vanilloideae. Dressler war sich über diese Platzierung noch unsicher, neuere Studien bestätigen sie jedoch. Der Umfang der Pogonieae ist bei verschiedenen Autoren im Wesentlichen gleich, lediglich die wenig erforschte Gattung Pogoniopsis wird von Pansarin aus den Pogonieae ausgeschlossen.
Duckeella und eventuell Pogoniopsis sind die basalen Gattungen der Tribus. Die restliche Tribus ist zweigeteilt: eine Klade bilden die südamerikanischen Cleistes-Arten, die zweite die nordamerikanischen und ostasiatischen Arten. Da die nordamerikanischen Cleistes divaricata und Cleistes bifaria (auch von manchen Autoren als nur eine Art angesehen) näher mit den anderen nordamerikanischen Gattungen als mit den südamerikanischen Cleistes verwandt sind, stellten Pansarin und F. Barros sie in eine eigene Gattung Cleistesiopsis.
Gattungen der Tribus Pogonieae: 
- Cleistes Rich. ex Lindl.
- Cleistesiopsis Pansarin & F.Barros: Sie wurde 2009 erstpubliziert. Sie umfasst drei Arten, die in den Vereinigten Staaten vorkommen.[1]
- Duckeella Porto & Brade
- Isotria Raf.
- Pogonia Juss.
- Pogoniopsis Rchb.f. – bisher in Pogonieae, aber zweifelhaft. Sie umfasst zwei Arten, die im südöstlichen Brasilien vorkommen.[1]

## Belege
- Alec M. Pridgeon, Phillip Cribb, Mark W. Chase, Finn Rasmussen (Hrsg.): Genera Orchidacearum. Orchidoideae (Part 2). Vanilloideae. Band 3/2. Oxford University Press, New York und Oxford 2003, ISBN 0-19-850711-9, S. 285–286.

- Robert L. Dressler: Phylogeny and Classification of the Orchid Family. Cambridge University Press, 1993, ISBN 0-521-45058-6, S. 108–109.
- Emerson R. Pansarin, Antonio Salatino, Maria L.F. Salatino: Phylogeny of South American Pogonieae (Orchidaceae, Vanilloideae) based on sequences of nuclear ribosomal (ITS) and chloroplast (psaB, rbcL, rps16, and trnL-F) DNA, with emphasis on Cleistes and discussion of biogeographic implications. In: Organisms, Diversity & Evolution. Band 8, 2008, S. 171–181.
- Kenneth M. Cameron, Mark W. Chase: Phylogenetic Relationships of Pogoniinae (Vanilloideae, Orchidaceae): An Herbaceous Example of the Eastern North America – Eastern Asia Phytogeographic Disjunction. In: Journal of Plant Research. Band 112, 1999, S. 317–329.